# Tomasz Kiełpiński
Tomasz Kiełpiński (ur. 11 grudnia 1959) – polski koszykarz występujący na pozycji skrzydłowego, wielokrotny medalista mistrzostw Polski.

## Osiągnięcia
Na podstawie, o ile nie zaznaczono inaczej.
Klubowe
- 4-krotny mistrz Polski (1983, 1984, 1989, 1990)
- 2-krotny wicemistrz Polski (1982, 1985)
- 2-krotny brązowy medalista mistrzostw Polski (1987, 1988)
- Zdobywca Pucharu Polski (1984)
- Awans do najwyższej klasy rozgrywkowej (1981)